# Bad Love
«Bad Love» es una canción del músico británico Eric Clapton, publicada en el álbum de estudio Journeyman (1990). La canción, coescrita junto al guitarrista de Foreigner Mick Jones, fue publicada como tercer sencillo de Journeyman el 10 de marzo de 1990 por Reprise Records.
La canción incluyó la colaboración de Phil Collins en la batería y los coros, así como la producción de Russ Titelman, y fue galardonada con el Grammy en la categoría de mejor interpretación vocal de rock masculina. Además, entró en varias listas de éxitos a nivel internacional y vendió un total de 250 000 copias a nivel global.

## Publicación
"Bad Love" fue publicada como tercer sencillo del álbum de estudio Journeyman el 10 de marzo de 1990. Sin embargo, Warner Bros. Records había publicado previamente la canción como sencillo promocional en el Reino Unido un año antes, en formato de maxisencillo de 12". Para el resto de Europa y los Estados Unidos, el sencillo fue publicado el 10 de marzo en formato de 7". La grabación fue producida por Russ Titelman, quien también produjo varios álbumes de Clapton durante la década de 1980.

## Grabación
La grabación original de "Bad Love" incluyó a Eric Clapton tocando la guitarra eléctrica y cantando, con Phil Collins en la batería y en los coros. Alan Clark tocó como teclista en la canción, que también contó con la colaboración del bajista Pino Palladino. Lo derechos de edición pertenecen a Unichappell Music, Incorporated. Durante la promoción de su nuevo álbum en la gira Journeyman World Tour entre 1990 y 1991, Clapton tocó la canción con una banda diferente que incluyó a Nathan East al bajo, Greg Phillinganes a los teclados, Chuck Leavell al órgano Hammond, Steve Ferrone a la batería, Ray Cooper a la percusión y Phil Palmer a la guitarra rítmica. Una versión en directo de "Bad Love" interpretada con la anterior formación aparece en el álbum 24 Nights, publicado el 8 de octubre de 1991. La canción fue también publicada en los recopilatorios Clapton Chronicles: The Best of Eric Clapton (1999), Complete Clapton (2007) y Forever Man (2015).

## Lista de canciones
| Vinilo de 7" |                        |                           |          |  |
| N.º          | Título                 | Escritor(es)              | Duración |  |
| 1.           | «Bad Love»             | Eric Clapton · Mick Jones | 5:08     |  |
| 2.           | «Before You Accuse Me» | Bo Diddley                | 3:57     |  |

## Posición en listas
| Lista (1990)                            | Posición |
| --------------------------------------- | -------- |
| Estados Unidos (Billboard Hot 100)      | 88       |
| Estados Unidos (Mainstream Rock Tracks) | 1        |
| Italia (Musica e dischi)                | 39       |
| Japón (Oricon)                          | 10       |
| Países Bajos (Mega Single Top 100)      | 83       |
| Polonia (LP3)                           | 14       |
| Reino Unido (OCC)                       | 25       |

### Sucesión en listas
| Anterior: «Downtown Train» de Rod Stewart | Mainstream Rock Tracks — Sencillo número uno 27 de enero de 1990 — 16 de febrero de 1990 | Siguiente: «Black Velvet» de Alannah Myles |